# RustDesk
RustDesk ist eine freie Software für die grafische Fernsteuerung von Computern, wie beispielsweise Notebooks, Smartphones oder Tablets. Der RustDesk Client ist für verschiedene Betriebssysteme verfügbar, wobei iOS aufgrund von Betriebssystem-Einschränkungen selbst nicht ferngesteuert werden kann. RustDesk hat den Anspruch, eine einfache Alternative für Fernwartungssoftware wie Teamviewer Remote oder AnyDesk zu sein. Damit stellt RustDesk eine der wenigen Open-Source-Lösungen in diesem Bereich dar, welche ohne Zusatzlösungen wie VPNs oder Portweiterleitungen hinter Firewalls oder NATs funktioniert. RustDesk baut ab Version 1.2.0 auf Flutter und nicht mehr wie vormals der proprietären Sciter UI auf.

## Geschichte
Seitdem die Entwicklung von CSpace nach 2008 eingestellt wurde, fand sich keine vergleichbare Remote-Desktop Software unter Open-Source-Lizenz mehr. Alle anderen bis dato quelloffenen Lösungen benötigen zusätzliche Maßnahmen wie Portweiterleitungen oder VPNs, wenn sich beide Endgeräte der Remote-Desktop Verbindung hinter Firewalls oder NATs befinden. RustDesk nutzt zur Herstellung der Verbindung zwischen den Endpunkten wahlweise kostenlose öffentliche oder selbstbetriebene Server. Mit dem Beginn der öffentlichen Entwicklung von RustDesk wurde somit erstmals wieder eine entsprechende Software verfügbar, bei der für Remote-Desktop-Software kritische Sicherheitskriterien wie Verschlüsselung unabhängig beurteilt werden können. RustDesk wird als unkompliziert und besonders sicher bewertet und bietet zusätzlich hilfreiche Funktionen wie eine Datenübertragung.
2022 wurde RustDesk nach Veröffentlichung der Version 1.1.9 im Mai schnell mit über 28 Tausend Sternen zu einem der populärsten, in der Programmiersprache Rust entwickelten Projekte auf GitHub. Gleichzeitig erstellte die Firma Begonia Holdings LLC. mit HopToDesk einen Fork.

## Funktionen (Auszug)
- Fernzugriff für verschiedene Plattformen (Windows, Linux, macOS, Android) mit Zugang per einfachem alphanumerischem Code oder Bestätigung durch den Nutzer[21]
- Ende-zu-Ende-Verschlüsselung[22][23]
- optional selbst gehosteter Server[24][25][26]
- Dateiübertragung[27]
- Chat
- TCP-Tunneling
- öffentliche Server[28] in mehreren Ländern